# 祈る幼い聖母マリア (スルバラン)
『祈る幼い聖母マリア』（いのるおさないせいぼマリア、露: Отрочество Богоматери, 英: The Virgin Mary as a Child Praying）は、スペインのバロック絵画の巨匠フランシスコ・デ・スルバランが1658–1660年にキャンバス上に油彩で制作した絵画である。作品の主題は、『幼い聖母マリア』 (メトロポリタン美術館、ニューヨーク) に類似している。画家は死のわずか数年前にこの作品を描いた。作品はサンクトペテルブルクのエルミタージュ美術館に所蔵されている。

## 作品

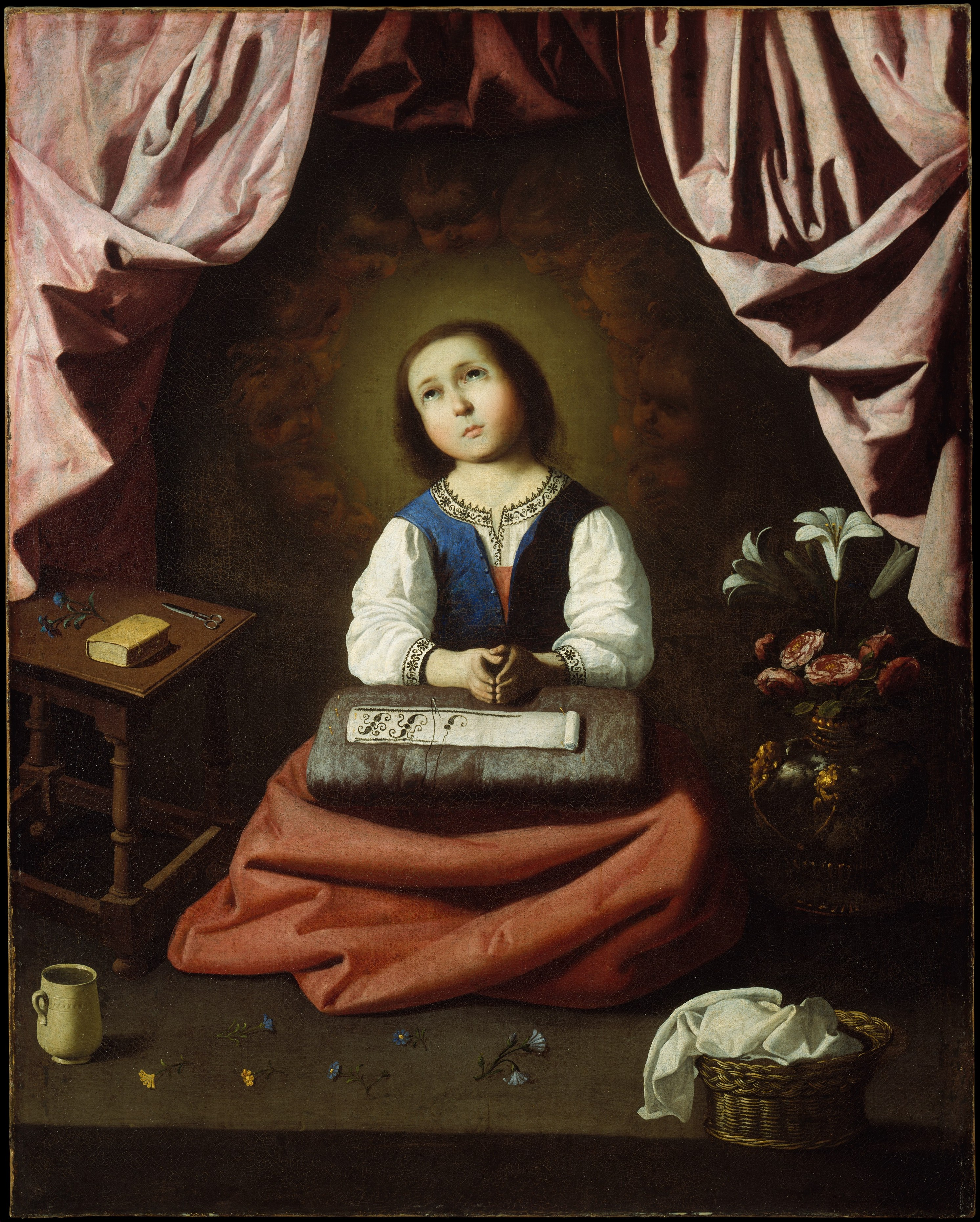
フランシスコ・デ・スルバラン『幼い聖母マリア』 (1632-1633年ごろ) 、メトロポリタン美術館、ニューヨーク

祈る姿の幼い聖母マリアという主題は、『聖書』の物語を補足するために中世全般を通じて作られた『外典』や著作にもとづくものである。4つの「福音書」は、ナザレのヨセフと結婚する前のマリアに関してはごくわずかに言及しているにすぎない。聖母崇拝が高まるにつれ、彼女の子供のころの生活に対する好奇心も増し、著述家たちが彼女の少女時代の物語を作り上げ、『聖書』の原文を補足するにいたった。こうした伝説によると、少女時代のマリアはエルサレムの神殿に暮らし、祈りと祭司の祭服等の裁縫に時間を費やしたという。中世末期にしばしば描かれたこの主題は、カトリック信仰が大衆化した17世紀にふたたび復活することになった。
本作で、マリアは椅子に座って手を合わせ、静かに祈るあどけない姿で表されている。濃い青色の外衣に真紅の衣装、白色の布と緑色の裁縫用枕という色彩の取り合わせが絶妙である。赤は「愛」と「慈悲」を、白は「純潔」と「無垢さ」を、緑は「若さ」と天国の「閉ざされた庭」 (もう1つの「無垢さ」の象徴) を表している。
スルバランが生涯の大半を過ごしたセビーリャの画壇は、新たに登場したバルトロメ・エステバン・ムリーリョが人気を博して、宗教画の世俗化現象が起きた。スルバランも生活のためにその作風を変えざるをえなかったのかもしれない。本作は抒情的で感傷的な印象もあるが、その甘美さ、神秘性には捨てがたい魅力がある。